# Torben Hede Pedersen
Torben Hede Pedersen (* 13. Juli 1937 in Nyborg; † 2. April 2000) war ein dänischer Beamter. Er war von 1979 bis 1992 der erste Reichsombudsmann Grönlands.

## Leben
Torben Hede Pedersen wurde als Sohn des Zimmermanns Karl Kristian Pedersen († 1974) und seiner Frau Asta Elin Poulsen († 1985) geboren. Am 25. März 1964 heiratete er die Assistentin Hanne Steffensen (* 1937), Tochter des Postverwalters Peter Steffensen († 1977) und seiner Frau Ebba Harriet Valborg Nielsen († 1960).
Torben Hede Pedersen besuchte das Gymnasium in Nyborg, das er 1956 abschloss. Er studierte bis 1962 Jura an der Universität Kopenhagen und wurde anschließend Sekretär im dänischen Justizministerium. Von 1963 bis 1965 war er Polizeijurist in Nakskov. Anschließend war er bis 1967 als Sekretär im Grönlandministerium tätig. Von 1967 bis 1969 war er Bevollmächtigter unter Landshøvding Niels Otto Christensen. Von 1969 bis 1971 übte er das Amt als kommissarischer Bürochef aus. Von 1971 bis 1973 war er Bevollmächtigter im Grönlandministerium. 1973 wurde er Sekretariatschef der kürzlich gegründeten grönländischen Kommunalvereinigung KANUKOKA, was er bis 1976 blieb. Anschließend war er Bürochef im Grönlandministerium. 1979 wurde er nach Einführung der Hjemmestyre zum ersten Reichsombudsmann in Grönland ernannt. Er übte das Amt bis zu seiner Pensionierung 1992 aus und wurde von Steen Spore nachgefolgt.
Am 21. Juni 1989 erhielt er den Nersornaat in Silber. Am 21. September 1978 wurde erhielt er das Ritterkreuz des Dannebrogordens, am 16. April 1985 wurde er Ritter 1. Grades und am 23. Juni 1991 Kommandeur. Torben Hede Pedersen starb am 2. April 2000 im Alter von 62 Jahren.